# Die Bibel – Genesis
Die Bibel – Die Schöpfung (DVD- und VHS-Titel: Genesis) ist eine Bibelverfilmung aus dem Jahr 1994 und zugleich die erste Verfilmung einer 13-teiligen Reihe, deren Autoren und Regisseure es sich zum Ziel gesetzt haben, die Bibel – sowohl Altes als auch Neues Testament – vollständig zu verfilmen.

## Handlung
Ein alter Nomade erzählt seinem Enkel in einem Hirtenlager vom Wunder der Schöpfung.
In sieben Tagen soll Gott die Erde und alles Leben auf ihr geschaffen haben. Den Menschen – Adam – schuf Gott am sechsten Tag und setzte ihn in den Garten Eden. Da er jedoch einsam ist, entfernt Gott eine Rippe Adams und erschafft ihm daraus eine Frau – Eva. Gemeinsam sollen sie über das Paradies herrschen. Doch die Schlange verführt die Menschen und fordert sie auf, vom Baum der Erkenntnis zu essen. Gott hatte es ihnen zwar verboten, doch die Gier nach Weisheit ist zu groß. Adam und Eva essen von den Früchten und werden daraufhin von Gott aus dem Garten Eden verbannt.
Eva wird bald darauf schwanger und gebiert Kain und Abel. Die beiden Brüder ergreifen die Berufe Ackerbauer und Schafhirte. Eines Tages opfern sie für Gott; wobei es jedoch Abel mit reinem Herzen tut und dem Herrn sein bestes Schaf opfert, Kain allerdings von den Früchten seiner Ernte die besten Stücke für sich zurückbehält. Gottes Wohlwollen Abel gegenüber erzürnt Kain. Aus Rache erschlägt er seinen Bruder und flieht in das Land Nod.
Viele Jahrzehnte später haben die Menschen sich vermehrt und kennen nur Böses. Sie töten einander und beten zu falschen Göttern. Nur Noah und seine Familie beten zu Gott, der über die Taten ihrer Mitmenschen erzürnt ist. Er beschließt, seine Schöpfung in einer Sintflut zu vernichten. Noah jedoch soll eine Arche bauen, um darin zu überleben. Mit Tieren, von jeder Art der Erde ein Paar, zieht Noah in die Arche. Vierzig Tage dauert der Regen. Danach, um sicherzugehen, dass das Wasser auf der Erde zurückgeht, lässt Noah Vögel ausfliegen, zunächst einen Raben und dann eine Taube. Während der Rabe beim ersten Mal zurückkehrt und beim zweiten Mal nicht wiederkehrt, kehrt die Taube zurück und trägt im Schnabel einen Olivenzweig. Noah und seine Familie können bald darauf die Arche verlassen. Gott verspricht, nie wieder die Erde zu vernichten.

## Hintergrund
Regisseur Ermanno Olmi verzichtete bei der Umsetzung der ersten neun Kapitel des 1. Buch Mose (Genesis) gänzlich auf Hollywoodstars und inszenierte das Wunder der Genesis und selbst die Sintflut gänzlich ohne Spezialeffekte und großartige Kulissen.
Mit Hilfe von poetischen Versen und sorgfältig ausgewählten Landschaftsaufnahmen aus Marokko, dem künftigen Schauplatz der Bibelreihe, gelang es ihm, Emotionen wie Liebe, Sehnsucht und Respekt vor der Natur zu wecken. Dass diese Filmreihe eine moderne Reihe sein würde, bewies auch eine Szene des Films, in welcher der Autor Gott die mahnenden Worte „Achtet meine Schöpfung!“ in den „Mund“ legt. Gleichzeitig werden Bilder vom damals erst drei Jahre zurückliegenden Zweiten Golfkrieg, der akuten Umweltverschmutzung und Aufnahmen aus hektischen, modernen Großstädten – im Fall des Films New York, New York – eingeblendet. Dadurch wird eine Brücke von der Steinzeit in die Gegenwart geschlagen und auf die immer aktuellen Probleme der Menschheit aufmerksam gemacht.
Die Kulissen und Drehorte für diesen Film zu finden, gestaltete sich am schwierigsten, da ja sowohl der Standort des Gartens Eden als auch der Wohnort Noahs in der Bibel nicht erwähnt werden. Der Großteil der Dreharbeiten fand um Ouarzazate statt. Noah beispielsweise als Fischer darzustellen, ermöglichte es dem Team, an der Atlantikküste zu drehen.
Als Komparsen wurden Einwohner Marokkos, reale Nomaden, verpflichtet, deren Lebensweise im Film daher nicht gespielt, sondern einer Dokumentation gleich, spontan gefilmt wurde. Lediglich Omero Antonutti kommt aus Italien und wohnt daher in „modernen“ Verhältnissen.
Produziert wurde der Film, dessen deutsche Erstausstrahlung am 16. Mai 1996 in der ARD stattfand, von KirchMedia, Beta Film und der speziell für die Reihe gegründeten Filmproduktionsgesellschaft Lube Productions.
Fabio Olmi (Kameramann und Filmeditor) ist der Sohn des Regisseurs, Ermanno Olmi.

## Synchronsprecher
- Erzähler und Noah: Otto Mellies

## Kritik
„Ein Film, dessen langsamer Rhythmus im ersten Teil überzeugt; im zweiten Teil (Kain und Abel, Sintflut), der mehr am Spielfilm orientiert ist, fällt er ab, gewinnt aber immer dann Dichte, wenn Gegenwartsbezüge hergestellt werden. Eine weitgehend gelungene Bibel-Verfilmung ohne Pomp und falsches Pathos.“